# كاخ

علم الحزب

كاخ (بالعبرية: כ"ך) كان حزبًا أو منظمة إسرائيلية صهيونية يمينية متطرفة، أنشأها الحاخام مائير كاهانا عام 1971. صنفتها إسرائيل حركة إرهابية عام 1994.

## النشأة والخلفية
في عام 1968 اسس (كهانا) «رابطة الدفاع اليهودية» في الولايات المتحدة، التي اخذت على عاتقها مهمة الدفاع عن سكان الاحياء اليهودية في المدن الاميركية، من اعتداءات المنظمات المعادية لليهود، ثم وجهت نشاطاتها ضد المؤسسات والوفود الدبلوماسية السوفياتية في الولايات المتحدة، احتجاجاً على مضايقات سلطات الاتحاد السوفياتي سابقا للسكان اليهود، واغلاق الابواب بوجه الراغبين منهم في الهجرة إلى الخارج. وقد تحفظت المؤسسات اليهودية الاميركية من نشاطات «رابطة الدفاع اليهودية»، بسبب طبيعة نشاطاتها العنيفة. كما حدت نشاطات هذا التنظيم، بالسلطات الاميركية، إلى اعتقال الحاخام كهانا، الذي قرر القدوم إلى إسرائيل في صيف عام 1971 .
وفي العام ذاته اسس كهانا حركة (كَاخْ)، أي «هكذا» باللغة العبرية، التي ركزت على هدفين رئيسيين اولهما: ضمان اتساع حدود الكيان الصهيوني ليشمل جميع اجزاء ما يسمي بارض إسرائيل التاريخية، مع نقل جميع السكان العرب إلى خارج حدود هذا الكيان.
اما الهدف الثاني، فكان تحويل النظام السياسي للكيان الصهيوني لنظام ديني، تطبق فيها احكام الشريعة اليهودية تطبيقا كاملا. ويشار إلى ان زعيم حركة كاخ، ركز في دعايته على الهدف الأول، دون ذكر الهدف الديني، ادراكا منه، ان معظم سكان إسرائيل يعارضون ذلك، ويفضلون ان يبقي نظام الحكم علماني

## اغتيال مؤسسها
أدت الهجمة العنيفة وغير المسبوقة ضد المسلمين بالأخص من قبل اليمين الصهيوني وعلى رأسه كاهانا لإثارة غضب واستياء العديد منهم في العالم العربي وفي الغرب، ومنهم المهاجر المصري إلى الولايات المتحدة سيد نصير الذي عقد العزم على قتله. وفي أحد أيام شهر نوفمبر عام 1990 دخل سيد نصير إلى مؤتمر جديد للتحريض ضد المسلمين كان يحضره الحاخام متنكراً بزي يهودي وحاملاً لمسدسين، حيث نجح في الإفلات من التفتيش والأمن المشدد الذي كان يحرس المكان بسبب مظهره، وقام بإطلاق الرصاص على كاهانا من أحد المسدسين ثم قام بالتخلص منه على الفور[بحاجة لمصدر]، وقد حاول جميع الحاضرين الهرب بمن فيهم سيد نفسه، ولكن أحد الحراس عاجله برصاصة في الرقبة كادت تودي بحياته، ولكن تم إنقاذه ومحاكمته ليتم تبرئته من تهمة قتل كاهانا بسبب أن المسدس الذي كان يحمله لا يطابق المسدس الذي قتل به الحاخام[بحاجة لمصدر]، ومع ذلك تم الحكم عليه بالسجن لأعوام بتهمة حيازة سلاح غير مرخص رغم ان هيئة المحلفين برأته من تهمة قتل الحاخام بسبب عدم كفاية الأدلة.[بحاجة لمصدر]